# Обикновен ананас
Обикновеният ананас (Ananas comosus) е вид тропическо растение и плод от семейство бромелиеви (Bromeliaceae). Плодът на комерсиално отглежданите ананасови растения е едър (достига до 5 кг), със сладък сочен вкус и не съдържа семена. Консумира се в сурово състояние след обелване на твърдата му наподобяваща люспи кора и под формата на консерви (най-вече компоти и сокове). Сокът на ананаса има жълтеникав цвят и е с богато съдържание на витамините A, B и C.

## Разпространение
Този вид произхожда от Южна Америка. В края на XV век плодът е донесен и в Европа, но високата му цена го прави недостъпен за обикновените хора. По-късно плантации с ананас са засадени по западното крайбрежие на Африка. Днес ананаси се отглеждат в тропически райони като Флорида, Мексико, Централна Америка, Южна Америка, Хавайските острови, Филипинския архипелаг, Куба и остров Реюнион.

## Фотогалерия
- Насаждения с ананаси в Мексико
- Ананас от Хавайските острови
- Резени от ананас
- Сергия с ананаси на остров Реюнион